# Bob Nevin
Robert Frank "Bob" Nevin (Kanada, Ontario, South Porcupine, 1938. március 18. – 2020. szeptember 21.) profi kanadai jégkorongozó.

## Karrier
Komolyabb junior karrierjét az OHA-s Toronto Marlborosban kezdte 1955-ben. 1958-ig volt a csapat tagja és 1956-ban megnyerték a Memorial-kupát. 1957-ben egy mérkőzésre meghívást kapott az AHL-es Rochester Americansbe és az NHL-ben is bemutatkozott négy mérkőzésen a Toronto Maple Leafsben, de első teljes szezonja az 1960–1961-es volt, amikor 21 gólt ütött mint újonc. Ám akkor a Calder-emlékkupát, mely a legjobb újoncnak jár a csapattársa, Dave Keon nyerte. Egy sorban játszott Red Kellyvel és Frank Mahovlichcsal, akikkel 1962-ben és 1963-ban Stanley-kupa győzelemre vezették a Torontót. 1964-ben a New York Rangershez került négy másik játékossal, Andy Bathgateért és Don McKenneyért cserébe. Itt hét szezont töltött és hat szezonon keresztül a csapatkapitány volt, majd a Minnesota North Starshoz került Bobby Rousseau ellenében. Játszott még a Los Angeles Kingsben és az Edmonton Oilersben, de ekkor az Edmonton még a WHA-ban szerepelt. Eltörte a kulcscsontját, aminek következtében visszavonult. 1976–1977-ben a Los Angeles másodedzője volt.

## Karrier statisztika
| 1955–1956     | Toronto Marlboros     | OHA | 3    | 0   | 0   | 0   | 0   | —   | —  | —  | —  | —  |
| 1955–1956     | Toronto Marlboros     | OHA | 46   | 34  | 31  | 65  | 34  | 11  | 7  | 4  | 11 | 11 |
| 1956–1957     | Toronto Marlboros     | OHA | 51   | 45  | 29  | 74  | 52  | 9   | 5  | 6  | 11 | 13 |
| 1957–1958     | Toronto Marlboros     | OHA | 50   | 32  | 39  | 71  | 29  | 13  | 13 | 10 | 23 | 15 |
| 1957–1958     | Rochester Americans   | AHL | 1    | 0   | 2   | 2   | 2   | —   | —  | —  | —  | —  |
| 1957–1958     | Toronto Maple Leafs   | NHL | 4    | 0   | 0   | 0   | 0   | —   | —  | —  | —  | —  |
| 1958–1959     | Chicoutimi Sagueneens | QHL | 35   | 16  | 8   | 24  | 12  | —   | —  | —  | —  | —  |
| 1958–1959     | Rochester Americans   | AHL | 21   | 3   | 3   | 6   | 6   | —   | —  | —  | —  | —  |
| 1958–1959     | Toronto Maple Leafs   | NHL | 2    | 0   | 0   | 0   | 2   | —   | —  | —  | —  | —  |
| 1959–1960     | Rochester Americans   | AHL | 71   | 32  | 42  | 72  | 10  | 12  | 6  | 4  | 10 | 4  |
| 1960–1961     | Toronto Maple Leafs   | NHL | 68   | 21  | 37  | 58  | 13  | 5   | 1  | 0  | 1  | 2  |
| 1961–1962     | Toronto Maple Leafs   | NHL | 69   | 15  | 30  | 45  | 10  | 12  | 2  | 4  | 6  | 6  |
| 1962–1963     | Toronto Maple Leafs   | NHL | 58   | 12  | 21  | 33  | 4   | 10  | 3  | 0  | 3  | 2  |
| 1963–1964     | Toronto Maple Leafs   | NHL | 49   | 7   | 12  | 19  | 26  | —   | —  | —  | —  | —  |
| 1963–1964     | New York Rangers      | NHL | 14   | 5   | 4   | 9   | 9   | —   | —  | —  | —  | —  |
| 1964–1965     | New York Rangers      | NHL | 64   | 16  | 14  | 30  | 28  | —   | —  | —  | —  | —  |
| 1965–1966     | New York Rangers      | NHL | 69   | 29  | 33  | 62  | 10  | —   | —  | —  | —  | —  |
| 1966–1967     | New York Rangers      | NHL | 67   | 20  | 24  | 44  | 6   | 4   | 0  | 3  | 3  | 2  |
| 1967–1968     | New York Rangers      | NHL | 74   | 28  | 30  | 58  | 20  | 6   | 0  | 3  | 3  | 4  |
| 1968–1969     | New York Rangers      | NHL | 71   | 31  | 25  | 56  | 14  | 4   | 0  | 2  | 2  | 0  |
| 1969–1970     | New York Rangers      | NHL | 68   | 18  | 19  | 37  | 8   | 6   | 1  | 1  | 2  | 2  |
| 1970–1971     | New York Rangers      | NHL | 78   | 21  | 25  | 46  | 10  | 13  | 5  | 3  | 8  | 0  |
| 1971–1972     | Minnesota North Stars | NHL | 72   | 15  | 19  | 34  | 6   | 7   | 1  | 1  | 2  | 0  |
| 1972–1973     | Minnesota North Stars | NHL | 66   | 5   | 13  | 18  | 0   | —   | —  | —  | —  | —  |
| 1973–1974     | Los Angeles Kings     | NHL | 78   | 20  | 30  | 50  | 12  | 5   | 1  | 0  | 1  | 2  |
| 1974–1975     | Los Angeles Kings     | NHL | 80   | 31  | 41  | 72  | 19  | 3   | 0  | 0  | 0  | 0  |
| 1975–1976     | Los Angeles Kings     | NHL | 77   | 13  | 42  | 55  | 14  | 9   | 2  | 1  | 3  | 4  |
| 1976–1977     | Edmonton Oilers       | WHA | 13   | 3   | 2   | 5   | 0   | —   | —  | —  | —  | —  |
| 4 OHA szezon  | OHL összesített       |     | 152  | 121 | 99  | 220 | 33  | 115 | 25 | 20 | 45 | 25 |
| 4 AHL szezon  | AHL összesített       |     | 95   | 35  | 47  | 82  | 18  | 12  | 6  | 4  | 10 | 4  |
| 1 WHA szezon  | WHA összesített       |     | 13   | 3   | 2   | 5   | 0   | —   | —  | —  | —  | —  |
| 20 NHL szezon | NHL összesített       |     | 1128 | 307 | 419 | 726 | 211 | 84  | 16 | 18 | 34 | 24 |

## Díjai, elismerései
- J. Ross Robertson-kupa: 1956, 1958
- Memorial-kupa: 1956
- Stanley-kupa: 1962, 1963
- NHL All-Star Gála: 1962, 1963, 1967, 1969